# R35 (Jordanien)
Die Route 35, bekannt als King’s Highway, ist eine Fernstraße in Jordanien. Die Straße ist eine Nord-Süd-Verbindung durch den mittleren Westen des Landes, von der Grenze zu Syrien im Norden durch Irbid und Amman sowie durch das südliche Bergland, wo sie auf die Route 15 trifft und endet. Der Teil zwischen Irbid und Amman ist viel befahren und 2-spurig ausgebaut. Südlich von Amman erschließt die Straße das jordanische Bergland und verläuft etwa in der Mitte zwischen der 65 im Jordangraben und der Wüstenautobahn 15 (Desert Highway). Die Route 35 führt durch touristisch wichtige Orte wie Madaba, Wadi Mujib, Karak und zur archäologischen Stadt Petra. Die Route 35 ist 395 km lang.

## Straßenbeschreibung
Die Straße beginnt an der Grenze zu Syrien nördlich von Irbid, aber es gibt keinen Grenzübergang. Die Straße verläuft hier bei etwa 400 Meter Höhe über den Meeresspiegel durch landwirtschaftlichen Flächen, vorbei an Abila und erreicht dann die Stadt Irbid. Man muss durch das Zentrum von Irbid fahren und kreuzt dort die 10. Die Strecke von Irbid nach Amman ist mit 2 × 2 Fahrspuren ausgebaut. In Neaime trifft sie die Route 25 in einem Autobahnkreuz in Kleeblattform und führt dann weiter nach Jerash und Amman. Die Straße ist eine wichtige Verbindung, aber sie ist keine echte Autobahn. Sie verläuft durch den Westen von Amman und kreuzt dort die Route 30. Südlich von Amman ist ein kurzer Teil der Strecke doppelt nummeriert mit der Route 40 bis Na’ur. Im weiteren Verlauf wird die Stadt Madaba erreicht.
Die Strecke südlich von Madaba ist einspurig ausgebaut und verläuft parallel zwischen der Route 15 im Osten und der Route 65 im Westen. Sie passiert immer wieder Dörfer und ist hier eine wichtige Verbindungsstraße. Die Landschaft im Süden wird deutlich wüstenartiger. Nach Dhiban bietet sich plötzlich der spektakuläre Blick über das Wadi Mujib, eine kurvenreiche Strecke führt knapp 600 Höhenmeter hinunter auf 150 Meter Meereshöhe zum Staudamm der Mujib-Talsperre, über den die Straße seit 2003 verläuft. Auf der südlichen Seite geht es wieder hinauf bis auf 900 Meter. Die nächste Stadt ist Karak, wo die 50 kreuzt. Es schließt sich die Hochfläche von Mu’ta an, die bis etwa 1200 Meter hoch liegt, ehe das nächste Tal Wadi al-Hasa durchquert wird, das wie das Wadi Mujib nach Westen in Richtung des Toten Meeres entwässert. Die Route 35 ist durch die abwechslungsreichen Ausblicke eine der landschaftlich schönsten Straßen des Landes. Auf der Strecke nach Wadi Musa und zur Nabatäerstadt Petra erreicht sie schließlich mehr als 1.600 Meter Höhe und ist damit auch eine der höchsten Straßen in Jordanien. Südlich von Maʿan trifft sie auf die Route 15, die weiter nach Aqaba läuft, und endet somit.

## Geschichte
Die Route 35 verläuft auf einer bereits in der Antike begangenen Trasse, die vom Süden über das Bergland nach Amman und weiter bis Aram (Damaskus) führte. Der Weg wurde schon vor 4000 Jahren von nomadischen Stämmen benutzt. Die Straße trägt auch heute noch den alten Namen Königsstraße (Kings Highway), unter dem sie schon in der Bibel erwähnt wird. Im Buch Numeri wollen die Israeliten diesen Weg durch Edom nehmen. Dabei werden Felder, Weinberge und Brunnen an dieser "Straße der Königs" erwähnt. Die Strecke war mit starken Städten und Dörfern besetzt und gut zu verteidigen. So verwehrten die Edomitern den Durchzug der Israeliten und zwangen sie, die Wüstenstraße zu benutzen. Umstritten blieb die Verkehrsader zwischen den eisenzeitlichen Nachbarn Nordreich Israel, Moab und Aram, die abwechselnd die Kontrolle über die Straße errangen. So rühmt sich König Mescha von Moab auf einer Inschrift, dass er die Straße am Arnon (in Wadi Mujib) befestigt habe. Auch in einem der Amarna-Briefe wird die Königstraße erwähnt, wobei ein Kleinfürst aus dem Hauran den ägyptischen Pharao seine Straßenbauleistung bei Bosra schildert.
In der Römischen Zeit wurde die Straße streckenweise gepflastert und mit Meilensteinen versehen. Anfang des 2. Jahrhunderts, nach Gründung der Provinz Arabia Petraea, wurde sie unter Kaiser Trajan als Via Traiana Nova von Damaskus bis Aqaba ausgebaut.
Im 20. Jahrhundert wurde die Strecke südlich von Amman wieder wichtig, als der Tourismus nach Petra zu steigen begann, obwohl ein großer Teil der ersten Touristen auf der Route 15 aus Richtung Süden kamen und erst später die Route 35 nahmen.

## Zukunft
Im Jahr 2011 wurde mit dem Bau einer Autobahn um Irbid begonnen. Dies ist wahrscheinlich ein Teil der Route 55 und ist wichtig für die Route 35, da die Route nicht mehr durch Irbid geführt werden muss.

## Großstädte an der Route 35
- Irbid
- Amman